# ニュートラローフ
ニュートラローフ (Nutraloaf) は、アメリカ合衆国および、かつてのカナダにおいて刑務所で供される料理のひとつ。
ミールローフ (Meal Loaf)、プリズンローフ (prison loaf)、ディサプリナリーローフ (disciplinary loaf)、フードローフ (food loaf)、ロックアップローフ (lockup loaf)、コンファインメントローフ (confinement loaf)、セグローフ (seg loaf)、グルー (grue)、特別管理食 (special management meal) など様々な呼び方をされている。
刑務官や他の囚人に対する暴行などの不正行為を行った受刑者に対する懲罰として供された 。
食感はミートローフに似ていなくもないが、多様な材料から作られる点が異なっている。
刑務所側の言によれば、ニュートラローフは通常、当たり障りのない（時に不快であるかもしれない）味の食品ではあるが、特別な調理器具を使用することなく、囚人を健康に保つのに十分な栄養を提供することができるとしている。

## 調理方法
材料は、野菜、果物、肉、パン、穀類などさまざまで、多くのレシピがある。これらの材料は混合され、一塊のパン状に焼き固められる。
あるバージョンでは、牛ひき肉、野菜、豆、パン粉などから作られ、また別のバージョンでは、鶏など家禽の肉と「乳製品ブレンド(dairy blend)」が用いられる。

## 法的課題
ニュートラローフはアメリカ合衆国の多くの刑務所で見られるが、その使用については議論がある。
1978年のHutto 対 Finney裁判で米国最高裁判所が既に言及していたが、アーカンソー州矯正局はこれは「残酷かつ異常な刑罰(cruel and unusual punishment)」であったとの判決を下している。囚人には、グルー(grue)と呼ばれる「ひき肉、ジャガイモ、マーガリン 、シロップ、野菜、卵をすりつぶし、味付けしてペースト状にし、その混合物を鍋で焼いた」料理が与えられていた。アメリカ合衆国第8連邦巡回区控訴裁判所でJohn Paul Stevens裁判官によって提出された多数決によりグルーの提供に対して中止命令が出された。
アメリカ矯正協会(American Correctional Association)の刑務所認定基準では、懲戒処分に食品を使用することを推奨してはいないが、組織内での食品基準の順守は任意であるとされている （提供は推奨されていないが禁止もされていない）。裁判所は、受刑者に懲罰として「食事を与えないこと」は違憲であると判断したが 、一般的なニュートラローフは栄養的には完全であるため、「食事の調整(dietary adjustment)」として正当化される場合がある。
ニュートラローフに関する訴訟は、イリノイ州、メリーランド州、ネブラスカ州、ニューヨーク州、ペンシルベニア州、ワシントン州、ウェストバージニア州などの州で行われている 。
2008年3月、囚人たちはバーモント州最高裁判所に訴訟を起こし、バーモント州法では食品を罰として使用することが許されていないため、ニュートラローフをメニューから削除すべきだと主張した。バーモント州最高裁判所は、ニュートラローフと水という食事は、あえて食欲をそそらないように設計されており、懲罰行為に相当すると結論づけた 。
2010年4月、アリゾナ州マリコパ郡の保安官ジョー・アルパイオ(Joe Arpaio)は、ニュートラローフの合憲性を支持する連邦判決を勝ち取った。 
2015年12月、ニューヨーク州は州内のすべての刑務所でニュートラローフの提供を中止することを決定した 。
Gordon 対 Barnett裁判においてワシントン州西地区連邦地方裁判所は、それは残酷な仕打ちでも珍しいことでもないが、ニュートラローフを食べさせられることは懲罰であり、囚人はそれを受ける前に正当なプロセスによる聴聞を受ける権利があると裁定した。